# Francesc Robert Graupera
Francesc Robert Graupera (Mataró, 1932-Barcelona, 5 de mayo de 2016) fue un político español. Fue alcalde de Mataró durante la última etapa franquista, entre 1973 y 1977. Ocupó durante poco tiempo el cargo pero se convirtió en el responsable de liderar el cambio entre el último franquismo y la pre Transición. Le sucedió Francesc Sala hasta 1979, fecha en la que se celebraron las primeras elecciones democráticas.

## Biografía

### Juventud política
Aunque se formó como ingeniero de montes, desde muy joven, empezó a interesarse por la política, militando en el sindicato falangista universitario, el SEU. Su primer cargo fue como gobernador civil de Tarragona, a propuesta de Rodolfo Martín Villa, gobernador civil de Barcelona.

### Su vida en un libro
Francesc Robert presentó en el año 2006 un libro de memorias, con el título La Transició des de l’alcaldia de Mataró. En sus páginas, recuerda episodios como la represión policial que estuvo a punto de vivir la ciudad, durante una visita de Marcelino Camacho, líder de Comisiones Obreras, en enero de 1977. Otro de los relatos se sitúa en septiembre de 1974, época en la que se enfrentó y amenazó al gobernador civil de Barcelona, Rodolfo Martín Villa, de dimitir en bloque si finalmente se cambiaba el trazado de la prolongación de la autopista, que se planteaba que discurriera por las Cinc Sènies. Francesc Robert siempre dividió a la población de Mataró en dos grupos. Por una parte, los que lo consideraron un alcalde dinámico y abierto a los cambios, que permitió que la ciudad avanzar después de unos años de estancamiento. Por otra parte, aquellos que pensaban que provocó demasiadas polémicas innecesarias en temas sociales —asociaciones de vecinos— o urbanísticos.

### Política desde la democracia
Después de abandonar su cargo como alcalde, Francesc Robert continuó vinculado a la política. Jordi Pujol, en plena democracia y bajo la institución de la Generalidad, le nombró director general de Medio Natural en el Departamento de Agricultura, Ganadería y Pesca.

### Amics de la Ciutat de Mataró
En los últimos años de su vida, fue el presidente de Amics de la Ciutat de Mataró, cargo que dejó a raíz del empeoramiento de su salud.